# Прапори Священної Римської імперії

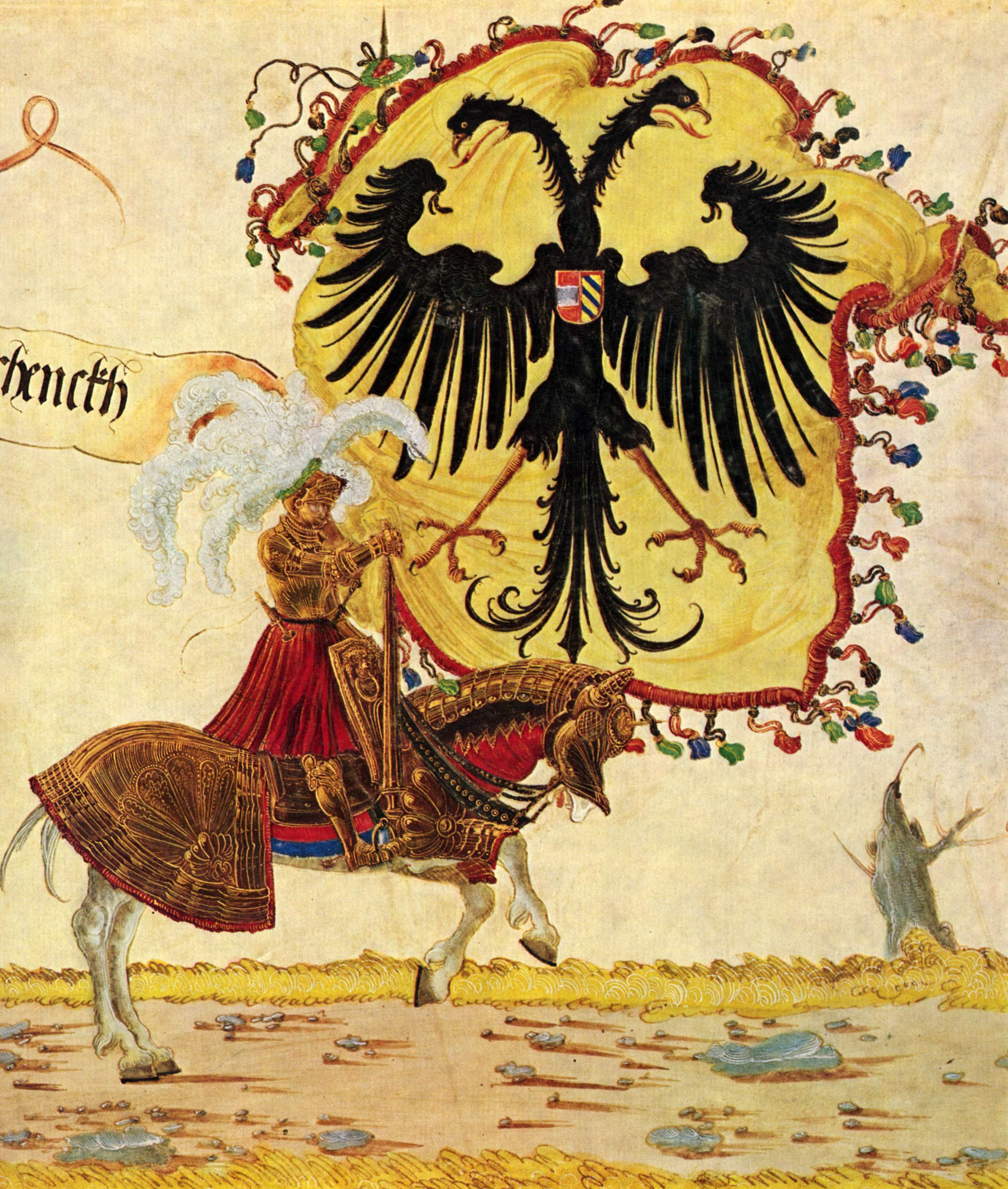
Імператор Максиміліан з імператорським прапором, облямованим багряним кольором і різнокольоровою бахромою. (Альбрехт Альтдорфер,)

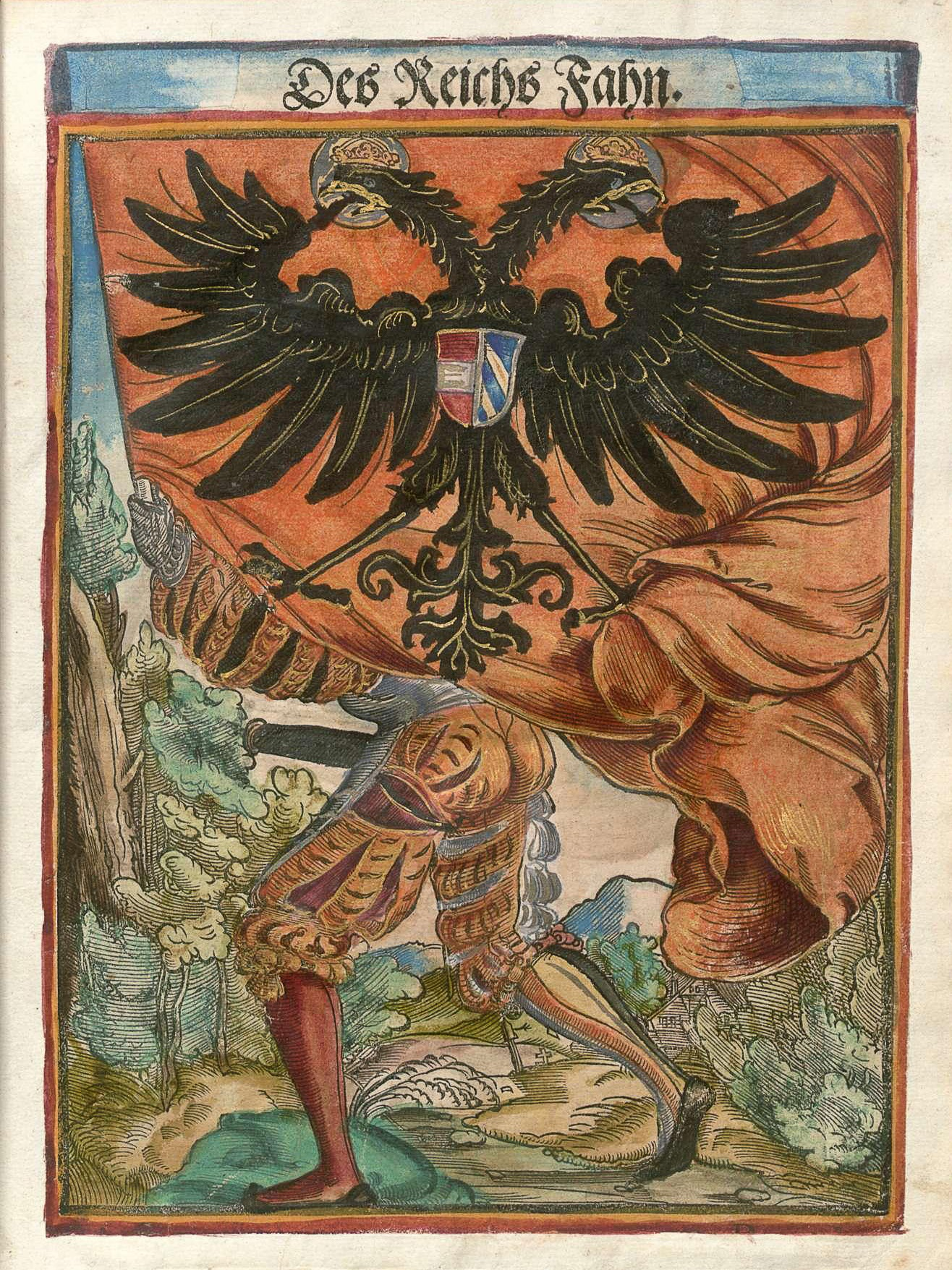
«Прапор імперії» (Des Reichs Fahn), 1545

Прапор Священної Римської імперії не був національним прапором, а радше імперським стягом, який використовував імператор Священної Римської імперії; кольорами імперського прапора були чорний і золотий: чорний орел на золотому тлі. Після кінця XIII або початку XIV століття кігті та дзьоб орла стали червоними. Від початку XV століття використовувано двоголового орла.
1804 року Наполеон Бонапарт проголосив Першу Французьку імперію. У відповідь на це імператор Франц II з династії Габсбургів оголосив своїм особистим доменом Австрійську імперію і став Франциском I Австрійським. Як і прапор імператора Священної Римської імперії, прапор Австрійської імперії був чорно-золотим. Франциск II став останнім імператором Священної Римської імперії, а Наполеон змусив розпустити імперію 1806 року. Після цього, до 1918 року, ці кольори й далі використовували як прапор Австрії.
Червоний і білий кольори також були важливими в цей період. Коли Священна Римська імперія брала участь у хрестових походах, поряд із чорно-золотим імперським прапором майорів воєнний прапор. Відомий як «Прапор Святого Георгія», він являв собою білий хрест на червоному тлі, реверс хреста Святого Георгія, використовуваного як прапор Ломбардії та Англії. Червоний і білий також були кольорами Ганзейського союзу (XIII—XVII століття). Ганзейські торгові кораблі можна було впізнати за червоно-білими вимпелами, і більшість ганзейських міст прийняли червоний і білий як кольори міста (див. Ганзейські прапори). Червоний і білий досі є кольорами багатьох колишніх ганзейських міст, таких як Гамбург чи Бремен.
У XII—XIV століттях у Північній Італії під час конфлікту між гвельфами та гібелінами армії гібелінських (проімперських) комун прийняли воєнний прапор імператора Священної Римської імперії (білий хрест на червоному), тоді як гвельфські (антиімперські) комуни змінили кольори (червоний хрест на білому). Ці дві схеми поширені в сучасній цивільній геральдиці північноіталійських міст і залишаються показником їхніх минулих фракційних нахилів. Традиційно такі гібелінські міста, як Павія, Новара, Комо та Асті, й далі використовують гібелінський хрест. Гвельфський хрест можна знайти на гербах традиційних гвельфських міст, таких як Мілан, Верчеллі, Алессандрія, Реджо та Болонья.

## Імперські прапори
За енциклопедичним словником Меєра 1897 року (у статті «Прапор»), на німецькому імперському прапорі часів Генріха Птахолова (правив у 919—936 роках) та Оттона Великого (936—973) зображено архангела Михаїла; за часів Фрідріха Барбаросси (1152—1190) — орла; за часів Оттона IV (1198—1215) — орла, що ширяє над драконом, а за часів Сигізмунда (1410—1437) і «можливо раніше», імператорського орла, а саме чорного орла в жовтому полі, на грудях якого зображено герб імператорського дому.
| Реконструкції | Дата             | використання                                                                                                | опис |
| ------------- | ---------------- | --- | --- |
|               | XIV століття     | Найдавніший імперський прапор імператора Священної Римської імперії та королівський прапор римського короля | На золотому тлі чорний орел                                                                                     |
|               | початок 1400-х   | Імперський прапор імператора Священної Римської імперії                                                     | На золотому тлі чорний імперський орел із німбом, червоними лапами з кігтями і язиком                           |
|               | прибл. 1430–1806 | Імператорський прапор імператора Священної Римської імперії                                                 | На золотому тлі двоголовий імперський орел, зображений із німбом, червоними лапами з кігтями і язиком           |
|               | 1437–1493        | Імперський прапор Фрідріха III                                                                              | Імперський прапор із накладеним гербом Фрідріха III (червінь, срібло)                                           |
|               | 1493–1556        | Імперський прапор Максиміліана I і Карла V                                                                  | Імперський прапор із накладеним гербом Максиміліана I (червінь, срібло, шість золотих і лазурових похилих смуг) |
|               | 1519–1556        | Імперський прапор Карла V                                                                                   | Імперський прапор із накладеним гербом Карла V                                                                  |

## Воєнний прапор
Імперський прапор (Reichsfahne) був польовим прапором Священної Римської імперії, спочатку кінним прапором або хоругвою. Раннім носієм був Вернер I, граф Вінтертуру, який носив прапор за Конрада II і Генріха III і загинув 1040 року в битві під Брудеком. У XII столітті Reichsfahne, мабуть, містив білий хрест на червоному полі. До кінця XV століття це був знак об'єднаних збройних сил Імперії, також король міг надіслати його місцевим лордам, щоб дозволити захист земського миру. Так, 1415 року король Сигізмунд передав прапор Швейцарській конфедерації, санкціонуючи її війну проти Габсбургів.
У період пізнього середньовіччя, хрест Reichsfahne замінено імперським орлом. Його розглядали як імперський лен, який традиційно надавався швабським дворянам. 1336 року його надано Ульріху III, графу Вюртембергу. З цієї нагоди його вперше названо Reichssturmfahne («Імперський військовий прапор»). До XIX століття залишався частиною геральдичних знаків дому Вюртемберг. Сам прапор до 1944 року зберігався в Штутгарті, коли він був знищений під час бомбардування. На прапорі був зображений імперський орел у квадратному полі з червоним вимпелом (Schwenkel) угорі. Його не слід плутати з Reichsrennfahne, наданим курфюрстам Саксонії як рейхсмаршалам. На останньому було зображено два схрещені мечі в чорно-білому полі.
| Прапор | Дата                    | Використання                                                                          | Опис |
| ------ | ----------------------- | ------------------------------------------------------------------------------------- | --- |
|        | XII — поч. XIV століття | Reichssturmfahne (воєнний прапор, який використовується поряд із імперським прапором) | Ймовірно, розвинувся з прапора тамплієрів XII століття під час хрестових походів і використовувався як імперський військовий прапор протягом XIII і на початку XIV століть. Був меншим за імперський прапор, який несли в бою перед імператором або призначеним ним полководцем. |
|        | XV століття             | Reichssturmfahne                                                                      | |
|        | XV століття             | Reichsrennfahne                                                                       | |

## Вільні імперські міста
Деякі вільні імперські міста зображали символи імперії, особливо імператорського орла, як частину своїх прапорів або гербів.
| Прапор | Дата        | Використання                                | Опис |
| ------ | ----------- | ------------------------------------------- | --- |
|        |             | Прапор вільного імперського міста Меммінген | Прапор розтято. У першому білому полі чорний імператорський напіворел, у другому білому - червоний тамплієрський хрест |
|        |             | Герб вільного імперського міста Нюрнберга   | Прапор розтято. У першому золотому полі чорний імператорський напіворел, друге - скошений трьому червоними і срібними смугами.                                                                                               |
|        | 15 століття | Прапор Женеви                               | Женева від XII століття мала подвійний статус вільного міста та принц-єпископства; це відбито на прапорі Женеви, на якому, починаючи з XV століття, зображено розділеними вертикально імперського орла і ключ святого Петра. |